# 브레스 오브 파이어 II: 사명의 아이
브레스 오브 파이어 II(Breath of Fire II, 일본어: ブレス オブ ファイアII 使命の子)는 캡콤이 개발하고 배급한 롤플레잉 비디오 게임이다. 1994년 처음 출시된 이 게임은 1996년 유럽 릴리스를 위해 Laguna에 라이선스되었다. 브레스 오브 파이어 시리즈 중 두 번째 작품이다. 나중에 게임보이 어드밴스에 이식되었고 전 세계적으로 재출시되었다. 이 게임은 Wii의 버추얼 콘솔용으로 2007년 8월 27일 북아메리카에 출시되었다. 유럽의 닌텐도 웹사이트는 2007년 7월 27일로 오기하기도 했으나 사실 2007년 8월 10일로 2주 뒤에 출시되었다. 2013년, Wii U 버추얼 콘솔용으로 출시되었다. 2016년, 신형 닌텐도 3DS 버추얼 콘솔용으로 출시되었다. 2019년, 닌텐도 스위치 SNES 게임 라이브러리용으로 출시되었다.

## 평가
| 평론 점수 평론사 점수 GBA SNES Wii EGM 7.5/10 [ 1 ] 7.5/10 [ 2 ] N/A 유로게이머 N/A N/A 8/10 [ 3 ] 패미츠 29/40 [ 4 ] N/A N/A 게임프로 5/5 [ 5 ] 4.5/5 (all four categories) [ 6 ] N/A 게임스팟 7.7/10 [ 7 ] N/A 6.5/10 [ 8 ] 게임스파이 N/A 9/10 [ 9 ] N/A IGN 8.3/10 [ 10 ] 8/10 [ 11 ] 8/10 [ 12 ] 넥스트 제네레이션 N/A [ 13 ] N/A 닌텐도 라이프 N/A 8/10 [ 14 ] 6/10 [ 15 ] 닌텐도 파워 3.1/5 [ 16 ] 3.825/5 [ 17 ] N/A 플레이 8/10 [ 18 ] N/A N/A 통합 점수 게임랭킹스 75% [ 19 ] 76% [ 20 ] N/A 메타크리틱 81% [ 21 ] N/A N/A |        |                             |        |
| 평론 점수 |        |                             |        |
| 평론사 | 점수   | 점수                        | 점수   |
| 평론사 | GBA    | SNES                        | Wii    |
| EGM | 7.5/10 | 7.5/10                      | N/A    |
| 유로게이머 | N/A    | N/A                         | 8/10   |
| 패미츠 | 29/40  | N/A                         | N/A    |
| 게임프로 | 5/5    | 4.5/5 (all four categories) | N/A    |
| 게임스팟 | 7.7/10 | N/A                         | 6.5/10 |
| 게임스파이 | N/A    | 9/10                        | N/A    |
| IGN | 8.3/10 | 8/10                        | 8/10   |
| 넥스트 제네레이션 | N/A    | [ 13 ]                      | N/A    |
| 닌텐도 라이프 | N/A    | 8/10                        | 6/10   |
| 닌텐도 파워 | 3.1/5  | 3.825/5                     | N/A    |
| 플레이 | 8/10   | N/A                         | N/A    |
| 통합 점수 |        |                             |        |
| 게임랭킹스 | 75%    | 76%                         | N/A    |
| 메타크리틱 | 81%    | N/A                         | N/A    |